# 蒋宏杰
蒋宏杰（1978年8月10日—），湖南省衡阳市人，毕业于湖南大众传媒职业技术学院，湖南广播电视台经视频道主持人。

## 生涯

### 湖南经视主持人
- 《越策越开心》
- 《FUN4娱乐》
- 《幸福来敲门》
- 《经视焦点》
- 《优游幸福村》

### 湖南卫视主持人
- 《娱乐无极限》
- 《智勇大冲关》
- 《奥运向前冲》

## 家庭
蒋宏杰和湖南卫视的一位男主持人魏哲浩结了婚，两人育有女儿魏语彤、蒋欣彤。2010年12月13日，女儿魏语彤出生。
1. ↑  . 新浪. 2011-04-28  [2012-03-20]. （原始内容存档于2020-04-09）.
2. ↑  . 新浪. 2011-03-24  [2021-01-05]. （原始内容存档于2014-10-02）.